# Stomhypselosaria watersi
Stomhypselosaria watersi är en mossdjursart som beskrevs av Hayward och Thorpe 1989. Stomhypselosaria watersi ingår i släktet Stomhypselosaria och familjen Cellariidae. Inga underarter finns listade i Catalogue of Life.